# Nereusz Ostaszewski

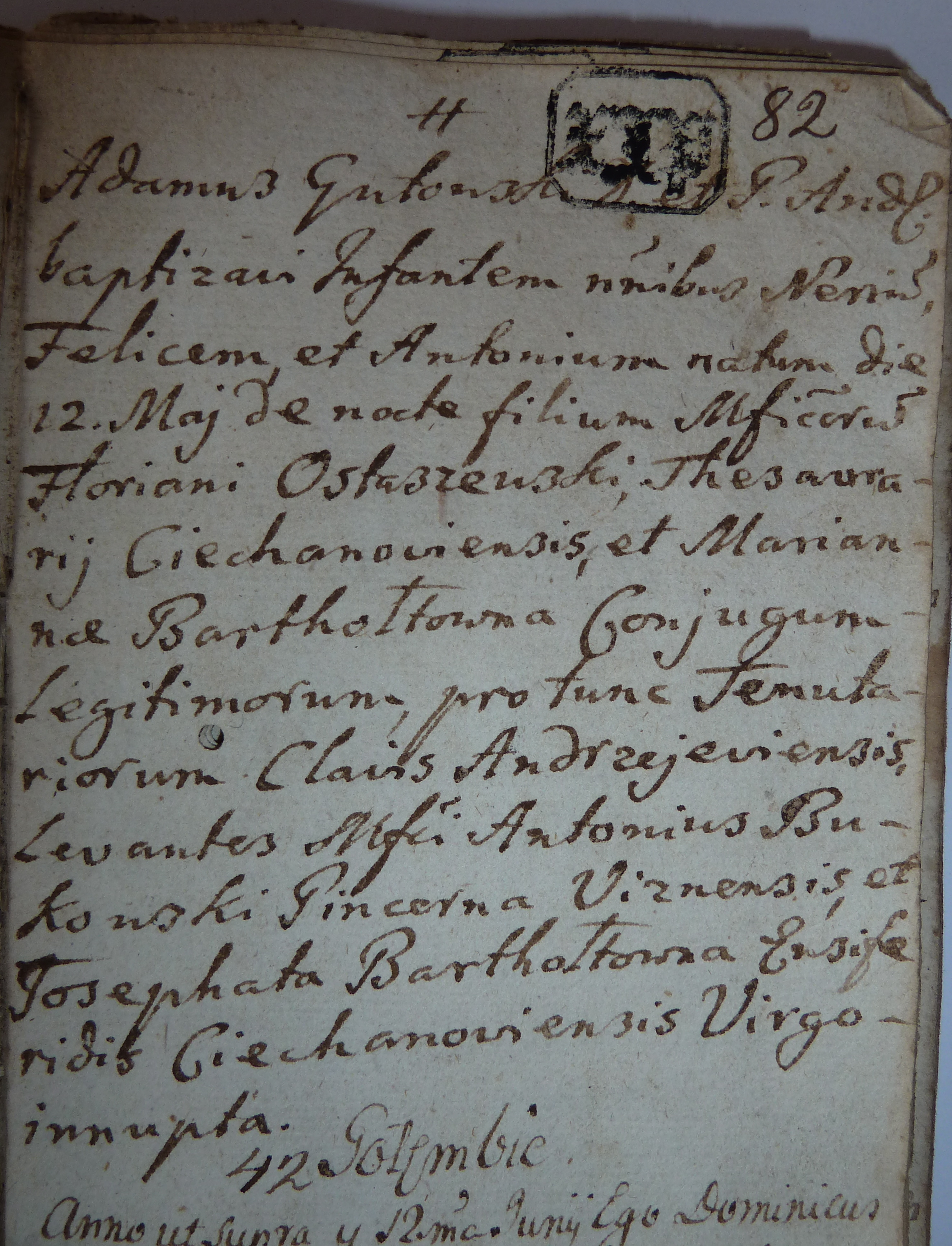
Akt chrztu Nereusza Ostaszewskiego w księdze parafialnej w Andrzejewie

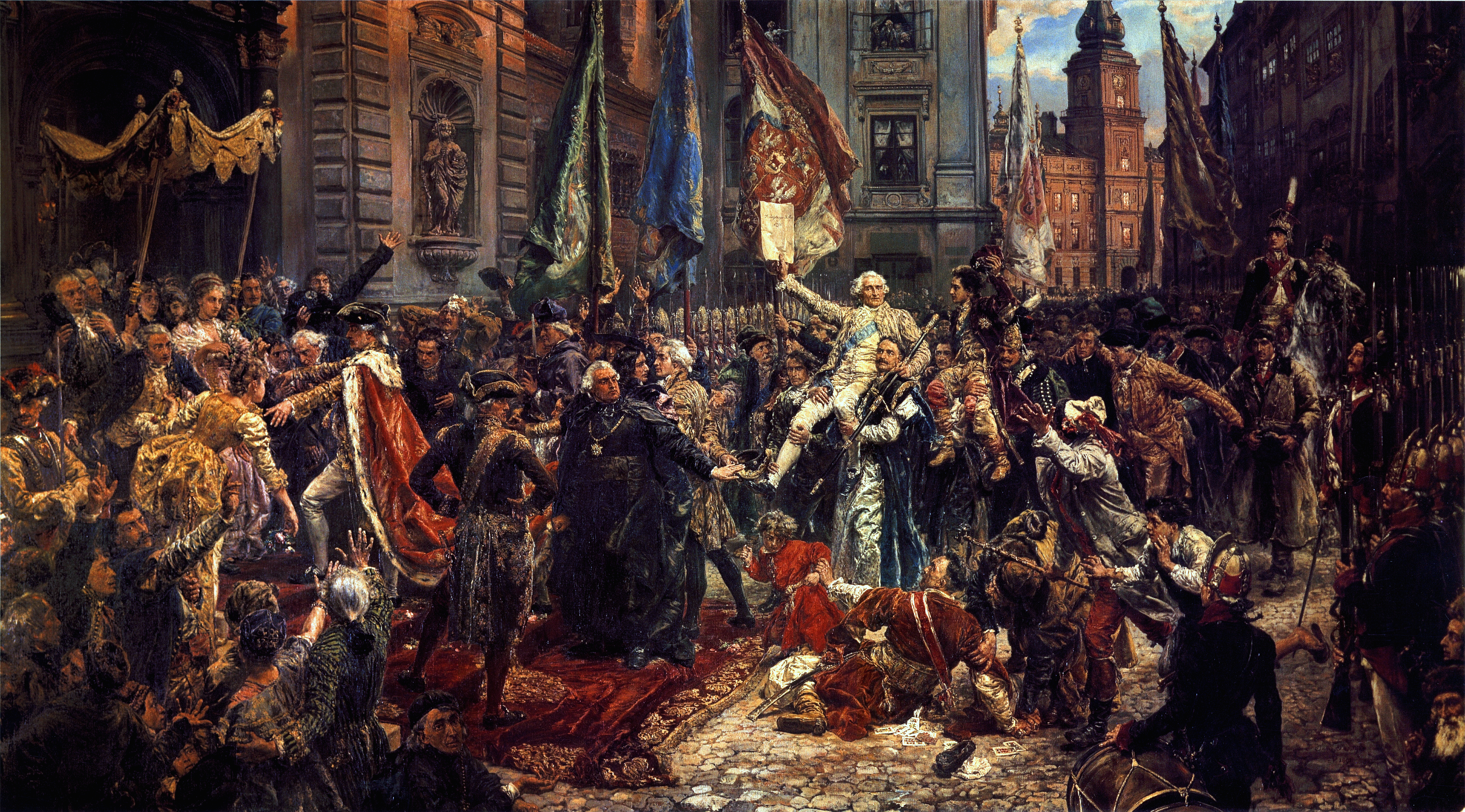
Uchwalenie konstytucji 3 maja 1791

Nereusz Ostaszewski herbu Ostoja (1755–1803) – poseł na Sejm Czteroletni, szambelan króla Stanisława Augusta. Brat Tomasza Ostaszewskiego, biskupa płockiego oraz Jana Ostaszewskiego, chorążego przasnyskiego.

## Życiorys
Urodził się 12 maja 1755 w miejscowości Ruskołęka w szlacheckiej rodzinie Ostaszewskich herbu Ostoja jako syn Floriana Ostaszewskiego, skarbnika, a od 1765 wojskiego ciechanowskiego i Marianny z Bartołtów, posesorów dzierżawnych klucza andrzejewskiego, należącego do biskupów płockich. W 1757 jego ojciec nabył dobra Gołotczyzna w ziemi ciechanowskiej od Wawrzyńca Celińskiego, skarbnika czernichowskiego. W latach 1782–1786 był lustratorem generalnym skarbu koronnego dla Mazowsza, a od 1787 szambelanem króla Stanisława Augusta. W związku z uchwalonym przez Sejm w dniu 30 maja 1789 podatkiem dochodowym dziesiątego grosza z dóbr ziemskich i duchownych, z którego miała być utworzona i utrzymywana 100-tysięczna armia dla obrony Rzeczypospolitej przed państwami ościennymi, wszedł do komisji podatkowej dla powiatu ciechanowskiego. 
Jego rodzina należąca do średniej szlachty, zaliczała się do zdecydowanych stronników króla Stanisława Augusta Poniatowskiego. On sam był szambelanem królewskim, a jego brat, Tomasz Ostaszewski, wówczas kanonik poznański, dał w 1789 głośny rozwód córce faworyty króla Stanisława Augusta Poniatowskiego, Aleksandrze Grabowskiej. 
W 1790 roku, gdy wybrano kolejny komplet posłów do obradującego od 1788 roku Sejmu (który obradował odtąd w podwojonym składzie), wszedł do izby poselskiej jako delegat ziemi ciechanowskiej. Podobnie jak znaczna większość posłów obranych na sejmikach w listopadzie 1790 r. był stronnikiem króla Stanisława Augusta. W 1791 roku uczestniczył w uchwaleniu przez Sejm Konstytucji 3 maja, którą poparł. Po przyjęciu konstytucji, nie godząc się z negatywnym do niej stosunkiem konserwatywnego sejmiku ciechanowskiego (wyrażonym poprzez przemilczenie konstytucji przez ten sejmik w referendum w lutym 1792), podpisał w marcu 1792, podczas posiedzenia ciechanowskiej komisji porządkowej cywilno-wojskowej, wraz z kilkudziesięcioma obywatelami, rezolucję akceptującą Konstytucję 3 maja w formie zaręczenia. 
Po przystąpieniu króla Stanisława Augusta do konfederacji targowickiej złożył mandat poselski potwierdzając to deklaracją w dniu 2 listopada 1792 treści:„J.W. Nereusz Ostaszewski, Chambelan Jego Król. Mości i poseł ziemi ciechanowskiej na Sejm zeszły wybrany, dobrowolnie zeznał, jako dość czyniąc zwierzchniej dziś władzy, to jest Konfederacji Generalnej Korony w Targowicy pod laską Stanisława Szczęsnego Potockiego, Generała Artylerii Koronnej i wszelkim od tejże wydanym Uniwersałom, składa funkcję poselską i tejże odstępuje, a takowe oświadczenie własnej ręki swojej podpisem zatwierdza”.
Od lat osiemdziesiątych XVIII wieku był właścicielem dóbr Przybojewo i Wólka Przybójewska w ziemi zakroczymskiej. Dwór jego w Przybojewie spalił się podczas wojen napoleońskich. 
Miał jedenaścioro rodzeństwa: Jana (chorążego przasnyskiego), Tomasza (biskupa płockiego), Antoniego (kapitana w  Korpusie Pontonierów Koronnych), Tadeusza (podwojewodziego ciechanowskiego),  Teodora (burgrabiego zakroczymskiego), Bazylego (burgrabiego warszawskiego), Ignacego (wcześnie zmarłego), Elżbietę (żonę Tomasza Łebkowskiego), Brygidę (żonę Teofila Żółtowskiego), Franciszkę (żonę Jakuba Miszewskiego) i Magdalenę.
Dnia 23 kwietnia 1796 poślubił w kaplicy dworskiej w Węgrzynowie (parafia Orszymowo) Joannę Miszewską, córkę Szymona Miszewskiego z Węgrzynowa, sędziego ziemskiego wyszogrodzkiego i Agaty z Dembowskich z Pacyny.  Zmarł w Czerwińsku, ok. 1803, pozostawiając żonę i troje małoletnich dzieci: Zuzannę urodzoną 11 VIII 1797 w Przybojewie, Katarzynę urodzoną 22 XI 1798 w Przybojewie i Józefa urodzonego 19 III 1800 w Przybojewie .